# 奇尔米里
奇尔米里（Chirmiri），是印度恰蒂斯加尔邦Koriya县的一个城镇。总人口91312（2001年）。

## 人口
该地2001年总人口91312人，其中男性48073人，女性43239人；0—6岁人口12392人，其中男6444人，女5948人；识字率66.00%，其中男性为74.92%，女性为56.09%。